# 短柱朝鲜柳
短柱朝鲜柳（学名：Salix koreensis var. brevistyla）为杨柳科柳属下的一个变种。

## 扩展阅读
- 維基物種上的相關：短柱朝鲜柳